# Арабка (Мелитопольский район)
Арабка (укр. Арабка) — село,
Астраханский сельский совет,
Мелитопольский район,
Запорожская область,
Украина.
Код КОАТУУ — 2323080402. Население по переписи 2016 года составляло 65 человек.

## Географическое положение
Арабка состоит из одной улицы, протянувшейся на 1 км по левому берегу реки Арабка. Река в этом месте пересыхает.
От западной околицы села асфальтированная дорога ведёт в сёла Свободное и Астраханку, центр сельсовета, которому подчинена Арабка.

## История
- 1923 год — дата основания.

## Достопримечательности
Рядом с селом расположен Арабковский заказник, целинный участок площадью 2 га с разнотравьем и дикой энтомофауной.